# 蒂姆肯 (堪薩斯州)
蒂姆肯（英語：Timken）是一個位於美國堪薩斯州拉什縣的城市。

## 地方資料
根據2020年美國人口普查的數據，蒂姆肯的面積為0.33平方千米，當中陸地面積為0.33平方千米，而水域面積為0.00平方千米。當地共有人口38人，而人口密度為每平方千米115.15人。